# Himertosoma flavoorbitale
Himertosoma flavoorbitale là một loài tò vò trong họ Ichneumonidae.